# Georges Alexandre Charlet
Pour les articles homonymes, voir Charlet.
Ne doit pas être confondu avec Georges Charlet.
Georges Alexandre Charlet, né le 24 mars 1860 à Châtellerault et mort le 2 septembre 1934 à Pont-Aven, est un céramiste sculpteur animalier français.

## Biographie
Né à Châtellerault (Vienne) le 24 mars 1860, son père, professeur au collège de la ville, est originaire de Jarnac (Charente), sa mère, Alexandrine Peltier, originaire Saumur (Maine-et-Loire) . Il convient ainsi de souligner qu'il ne possède aucune filiation directe avec l'artiste Nicolas-Toussaint Charlet comme le signalent certaines sources.
Qualifié d'étudiant, lors de son passage devant le conseil de révision en 1880, il est considéré de constitution fragile et dispensé de service militaire actif. Devenu ingénieur électricien, il s'installe à Paris en 1885 où il occupe un emploi à la Compagnie des chemins de fer d’Orléans. Il se marie à Argentan le 7 juillet 1886 avec Jenny Marie.
En 1887, le couple, qui donne naissance à un premier enfant, Anne Marie, est installé à La Flèche (Sarthe), où nait une seconde enfant en 1889. Georges Alexandre Charlet, qui réside en 1895 au no 11 rue des Remparts, y met à profit ses connaissances céramiques, un art qu'il pratique tout d'abord en amateur, avant de s'engager dans une carrière professionnelle, mettant particulièrement en valeur ses talents de sculpteur-modeleur animalier.
Les caractères de son œuvre et de sa genèse, l'inscrivent ainsi dans le courant désormais qualifié d’École de Tours, né de la redécouverte de l'art de Palissy, que personnifient Charles-Jean Avisseau (1795-1861) et ses émules. Bien que son parcours l'éloigne rapidement du Haut-Anjou, ses créations demeureront formellement fidèles à cet esprit naturaliste poussé à son point culminant, tout en s'y associant à d'incessantes recherches en chimie appliquée à l'art céramique.
C'est en 1897, à 37 ans, qu'il présente pour la première fois ses créations au public. Plusieurs de ces pièces en faïence figurent alors à l'« Exposition des arts du feu », inaugurée le 17 mai au Champ-de-Mars à Paris. Charlet y reçoit un prix d’honneur et deux de ses œuvres sont acquises par le Musée de Sèvres. L'année suivante, toujours installé à La Flèche, il participe à plusieurs expositions régionales au Mans puis à Alençon, où il est remarqué par l'extraordinaire réalisme de son bestiaire en ronde-bosse constitué d'insectes, de reptiles où de limaçons et sa parfaite maîtrise de l'émaillage, le jury ornais lui décernant un nouveau diplôme d'honneur.
En 1901, il s'installe comme patron potier au Tronquay (Calvados), possédant un four au village de la Tuilerie. Il produit désormais des grès, utilisant la terre de Noron, tout en maintenant son orientation pour les décors animaliers. Le MAHB (Musée d'Art et d'histoire Baron Gérard de Bayeux) conserve deux vases caractéristiques de cette période.
Dès 1902, il transporte son atelier à Desvres (Pas-de-Calais) où il collabore avec les faïenciers Géo Martel puis Charles Fourmaintraux. En juin 1904, il y réside rue de la Belle-Croix.
En 1906, il revient en Normandie, demeurant avec sa famille à Cesny-aux-Vignes (Calvados),, domicilié au bourg no 46, y exerçant la profession de céramiste d'art (artiste), sa fille cadette Germaine s'y mariant en 1917.
La Bretagne attirait Georges Charlet. Vers 1925, il part délibérément pour Quimper, y travaille jusqu'en 1927, où il se fixe à Pont-Aven. Cette vie en Bretagne va donner une nouvelle orientation à son œuvre. Étonné, puis séduit par les vieilles statues de saints aperçues dans les chapelles qu'il aime à visiter, il a l'idée de les reproduire. Toute sa poésie de fables passe dans les expressions naïves des saints et des saintes. Tour à tour, une sainte Anne, un saint Roch, un saint Méen, un saint Cornély, un saint Mamert, un saint Jacques, puis les saints guérisseurs au complet et toute une procession d'ermites, d'évêques et de moines sortent des fours de sa ravissante villa de Pont-Aven,.
Il habite à Pont-Aven avec son épouse, aux 12-13 rue de Saint-Guénolé, et y poursuit son activité artistique et de faïencier,. Sa fille aînée Anne-Marie qui a accompagné ses parents, y décède célibataire en 1929, Georges Alexande Charlet s'éteint lui-même à Pont-Aven au début de l'automne 1934 à l'âge de 74 ans.

## Œuvres
- MAHB - Musée d'art et d'histoire Baron Gérard, Bayeux - G.A.Charlet, le Tronquay (Calvados) : Vase en grès à décor de lézard, h. 65 cm (non situé, s.d. 1901)
- MAHB - Musée d'art et d'histoire Baron Gérard, Bayeux - G.A.Charlet, le Tronquay (Calvados) : Petit vase tronconique en grès à décor d'étrille, h. 10 cm (situé, monogrammé, n.d.

## Galerie

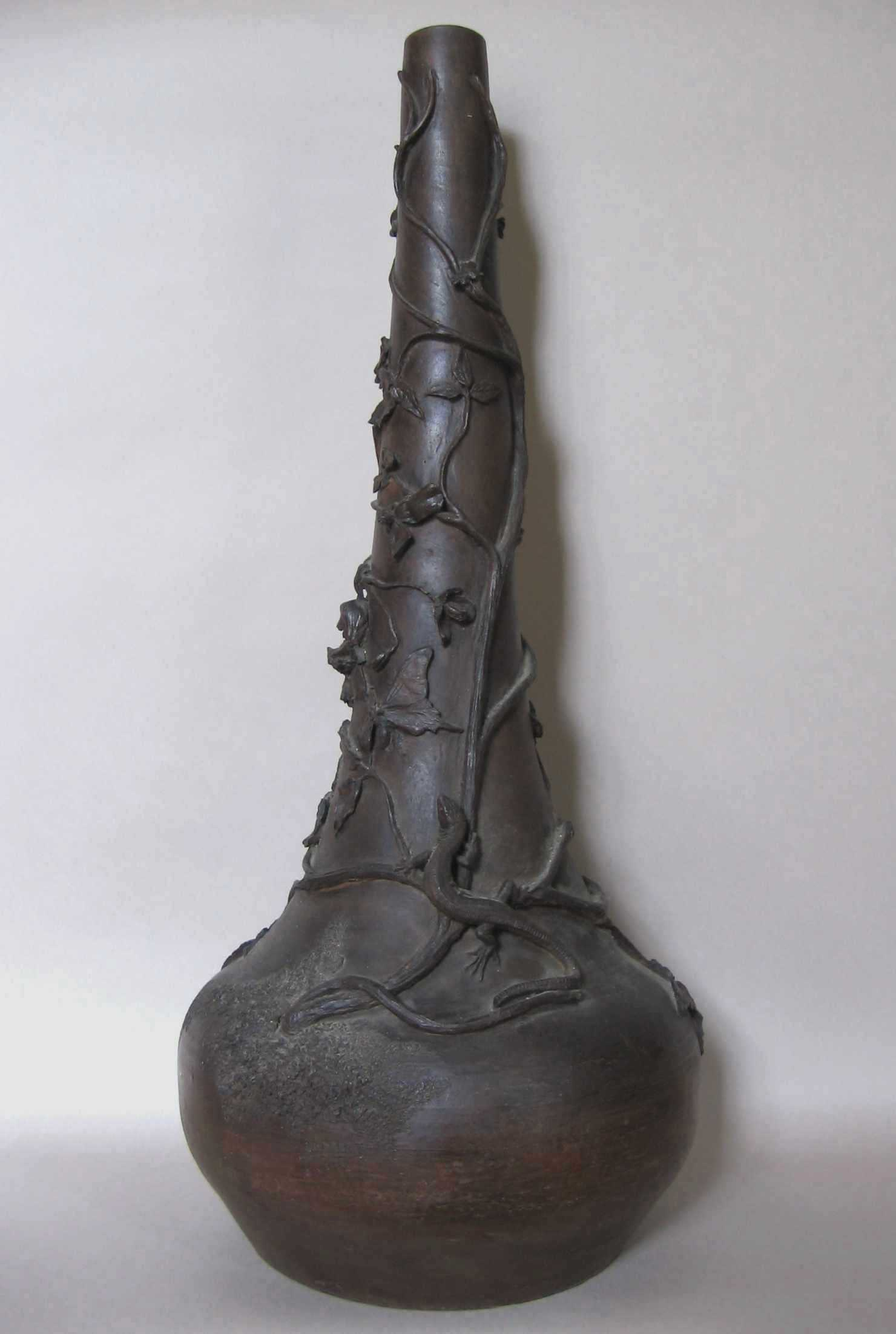
G. A. Charlet, vase en grès, à décor de lézard, Le Tronquay (Calvados), s.d.1901, coll. MAHB-Bayeux.
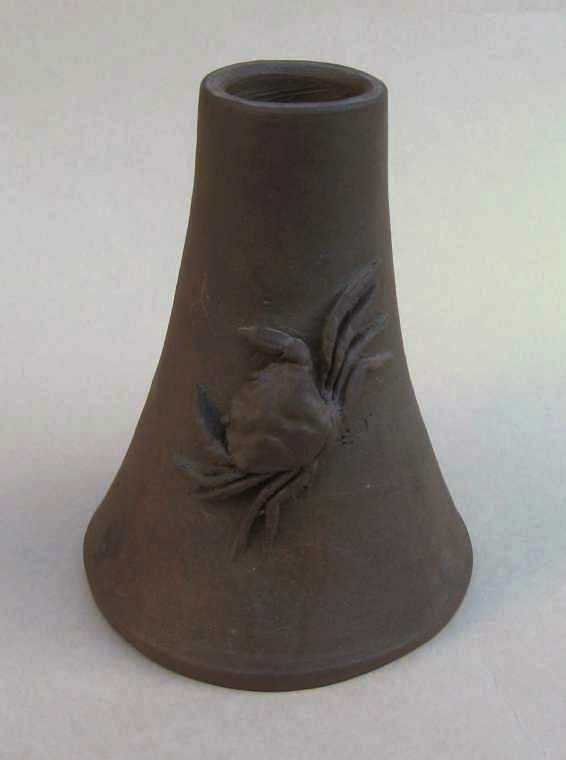
Georges Alexandre Charlet, petit vase tronconique à décor d'étrille, le Tronquay (Calvados), vers 1901. Coll. MAHB-Bayeux